# Rycerowa Kopa
Rycerowa Kopa (niem. Ritterkoppe, słow. Licierova kopa, węg. Lovag-domb, 1901 m) – najbardziej na północ wysunięty szczyt Liptowskich Kop w słowackich Tatrach. Znajduje się w Magurze Rycerowej – grani odchodzącej od Wielkiej Kopy Koprowej na północ, pomiędzy dwiema dolinkami: Małym Rycerowym i Wielkim Rycerowym. Od najbliższej w grzbiecie Wyżniej Magury Rycerowej oddzielona jest przełęczą Niżni Rycerowy Zawracik. Najbardziej strome są stoki północne, opadające do dna Doliny Cichej. Ich podstawa ma długość około 1 km. Są porośnięte w większości lasem, wyżej kosodrzewiną. Władysław Cywiński o stokach tych w 2005 r. pisał: prawdziwa kosówkowo-leśna dzicz, tatrzański matecznik. Część szczytowa jest trawiasta z kilkoma skałkami. Szczyt jest łatwo dostępny z każdej strony, jedynym problemem są zarośla kosodrzewiny, o których W. Cywiński pisał: Trudności kosówkowe mogłyby jednak uczynić czasy przejsć niektórych formacji kilkudniowymi. Najwygodniejsze wejście na szczyt jest z Niżniego Zawracika Rycerowego. Ze szczytu są oryginalne widoki na Kasprowy Wierch, Beskid i okolice.
W przeszłości Rycerowa Kopa wraz z całymi Liptowskimi Kopami była wypasana. Od 1949 rejon ten stanowi obszar ochrony ścisłej TANAP-uz zakazem wstępu. Rycerowa Kopa jest dobrze widoczna z czerwonego szlaku turystycznego biegnącego granią główną Tatr od Czerwonych Wierchów na Świnicę. Od czasu zaprzestania wypasu zwiększa się jej lesistość, rozszerza też swoją powierzchnię kosodrzewina.

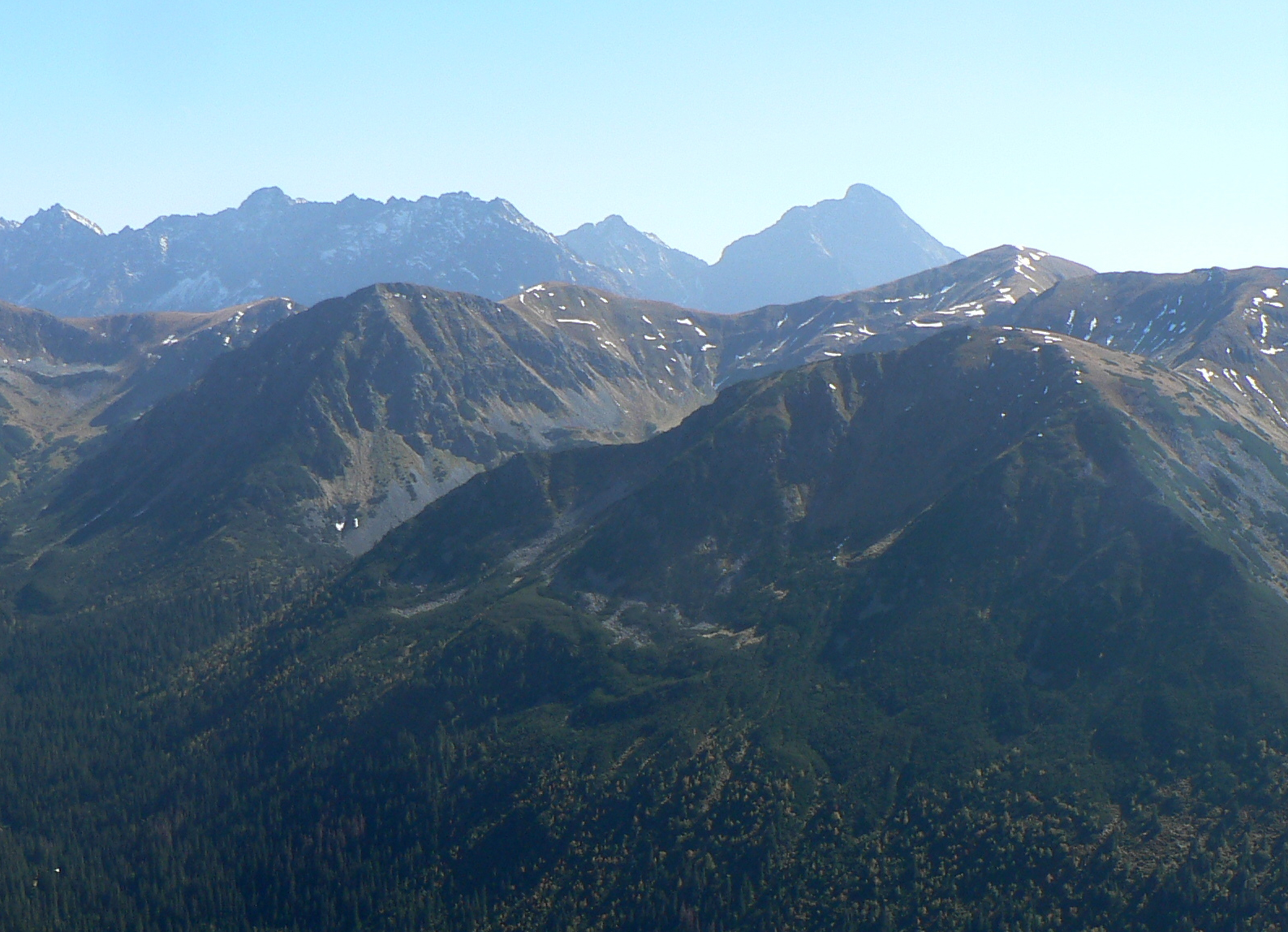
Z przodu Zadnia Rycerowa Kopa i Rycerowa Kopa, pomiędzy nimi Wielkie Rycerowe. Widok z Kasprowego Wierchu
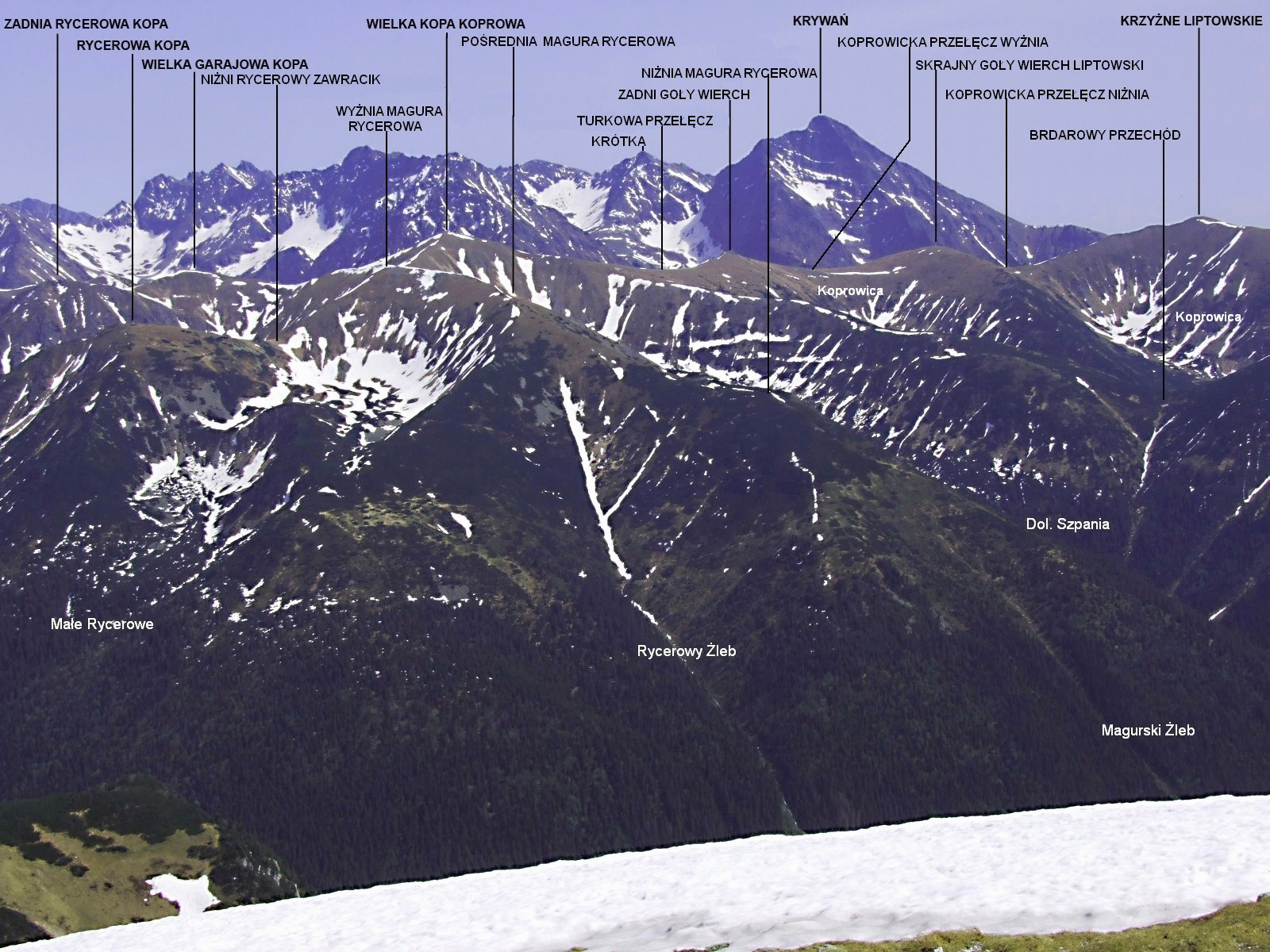
Widok z Małołączniaka
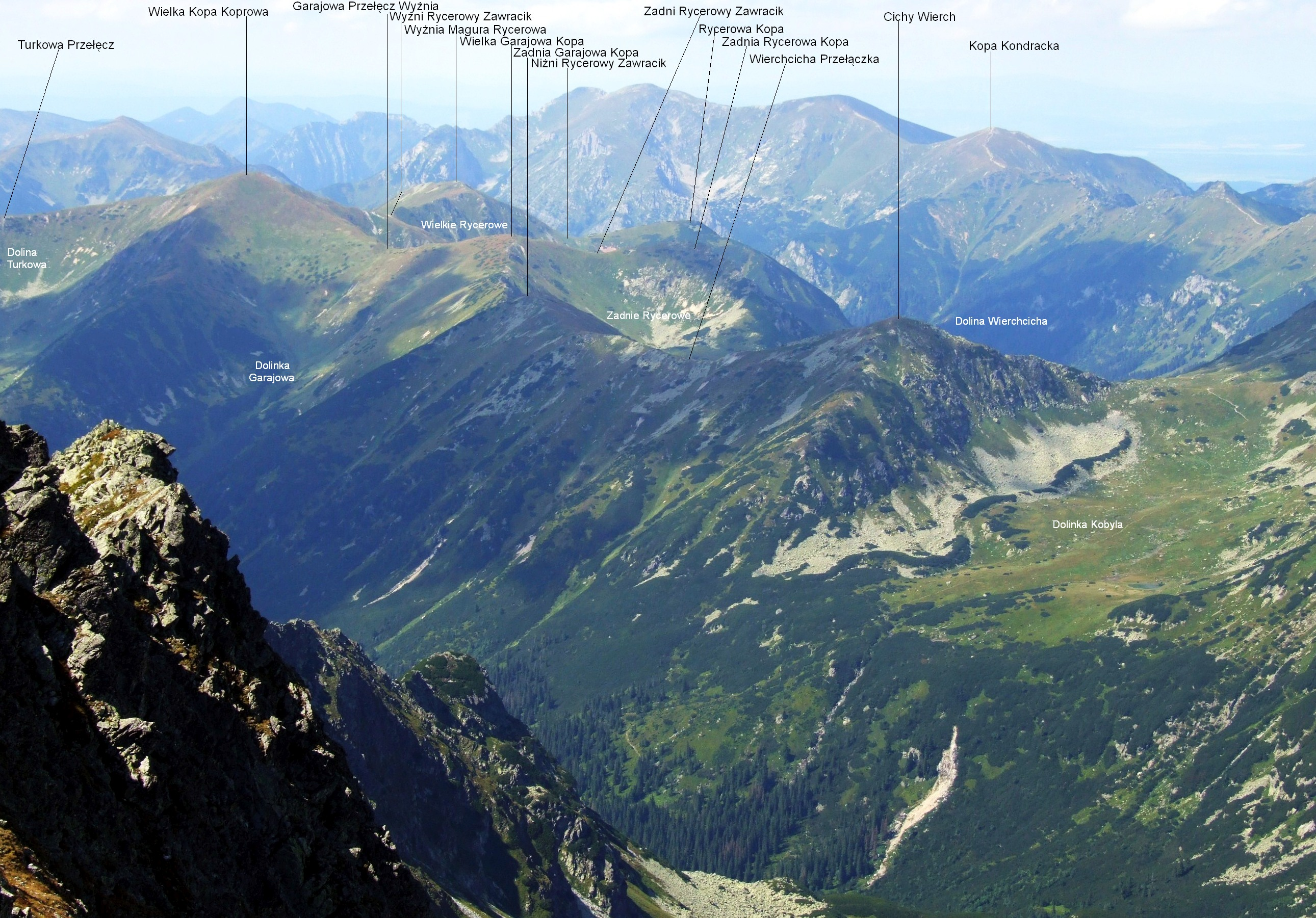
Widok z Koprowego Wierchu